# Bonobo (Brits artiest)
Bonobo is de artiestennaam van Simon Green (30 maart 1976), een Britse triphop-producer.
Zijn muziek kwam voor het eerst op plaat uit in 1999 op het verzamelalbum When Shapes Join Together van het Britse breakbeatlabel Tru Thoughts, waarvan eigenaar Robert Luis met Green bevriend was. In 2000 verscheen zijn ep Terrapin.
Na het uitbrengen van zijn debuutalbum Animal Magic trok Bonobo de aandacht van meerdere labels, onder andere XL Recordings en Mute Records, maar uiteindelijk besloot hij bij het Londense label Ninja Tune verder te produceren.

## Discografie
Albums:
- Animal Magic
- One-Offs, Remixes and B-sides
- Dial M for Monkey
- It Came From the Sea
- Sweetness (bootleg)
- Days To Come (2006)
- Black Sands (2010)
- The North Borders (2013)
- Migration (2017)
- Fragments (2022)

Singles:
- Terrapin EP
- Scuba
- Silver
- The Shark
- Flutter
- Pick Up
- Ghost Ship
- Live Sessions EP

## Hitnotaties

### Albums
| Album met eventuele hitnotering(en) in de Nederlandse Album Top 100 | Datum van verschijnen | Datum van binnenkomst | Hoogste positie | Aantal weken | Opmerkingen |
| ------------------------------------------------------------------- | --------------------- | --------------------- | --------------- | ------------ | ----------- |
| The North Borders                                                   | 2013                  | 06-04-2013            | 52              | 4            |             |
| Migration                                                           | 2017                  | 21-01-2017            | 10              | 9            |             |

| Album met hitnotering(en) in de Vlaamse Ultratop 200 albums | Datum van verschijnen | Datum van binnenkomst | Hoogste positie | Aantal weken | Opmerkingen |
| ----------------------------------------------------------- | --------------------- | --------------------- | --------------- | ------------ | ----------- |
| The North Borders                                           | 2013                  | 30-03-2013            | 51              | 21           |             |
| Migration                                                   | 2017                  | 21-01-2017            | 6               | 35           |             |